# Finarsih
Aadjijatmiko Finarsih (8 de febrero de 1972) es una deportista indonesia que compitió en bádminton. Ganó una medalla de plata en el Campeonato Mundial de Bádminton de 1995 en la prueba de dobles.

## Palmarés internacional
| Campeonato Mundial | Campeonato Mundial | Campeonato Mundial | Campeonato Mundial |
| Año                | Lugar              | Medalla            | Prueba             |
| ------------------ | ------------------ | ------------------ | ------------------ |
| 1995               | Lausana (Suiza)    | Medalla de plata   | Dobles             |